# Christina Watches-Onfone/Saison 2012
Dieser Artikel listet Erfolge und Fahrer des Radsportteams Christina Watches-Onfone in der Saison 2012 auf.
Die UCI gab am 26. Januar 2012 bekannt, dass das Team als eines von drei europäischen Continental Teams aufgrund seiner Platzierung in einem fiktionalen Ranking zu Saisonbeginn Startrecht zu allen Rennen zweiten UCI-Kategorie der UCI Europe Tour 2012 hat.

## Erfolge in der UCI Asia Tour
Bei den Rennen der UCI Asia Tour im Jahr 2012 gelangen dem Team nachstehende Erfolg.
| Datum             | Rennen                         | Kat. | Sieger                |
| ----------------- | ------------------------------ | ---- | --------------------- |
| 7. September      | 1. Etappe Tour of China I      | 2.1  | Mannschaftszeitfahren |
| 7.–13. September  | Gesamtwertung Tour of China I  | 2.1  | Martin Pedersen       |
| 16. September     | Prolog Tour of China II        | 2.1  | Stefan Schumacher     |
| 22. September     | 4. Etappe Tour of China II     | 2.1  | Stefan Schumacher     |
| 16.–23. September | Gesamtwertung Tour of China II | 2.1  | Stefan Schumacher     |

## Erfolge in der UCI Europe Tour
Bei den Rennen der UCI Europe Tour im Jahr 2012 gelangen dem Team nachstehende Erfolg.
| Datum        | Rennen                          | Kat. | Sieger            |
| ------------ | ------------------------------- | ---- | ----------------- |
| 14. Juni     | 3. Etappe Serbien-Rundfahrt     | 2.2  | Stefan Schumacher |
| 12.–17. Juni | Gesamtwertung Serbien-Rundfahrt | 2.2  | Stefan Schumacher |

## Platzierung in UCI-Ranglisten
| UCI Continental Circuit | Platz |
| ----------------------- | ----- |
| UCI America Tour 2012   | 24    |
| UCI Asia Tour 2012      | 3     |
| UCI Europe Tour 2012    | 44    |

## Zugänge – Abgänge
| Zugänge                  | Team 2011                            | Abgänge           | Team 2012                            |
| ------------------------ | ------------------------------------ | ----------------- | ------------------------------------ |
| Martin Pedersen          | Leopard Trek                         | Jesper Nielsen    | Blue Water Cycling                   |
| Daniel Foder             | Glud & Marstrand-LRØ                 | Jacob Gye Madsen  | Designa Køkken-Knudsgaard            |
| Jimmi Sørensen           | Glud & Marstrand-LRØ                 | Marc Hester       | Team Concordia Forsikring-Himmerland |
| Frederik Wilmann         | Joker Merida                         | Philip Nielsen    | Team Concordia Forsikring-Himmerland |
| Stefan Schumacher        | Miche-Guerciotti                     | Pelle Clapp       | Unbekannt                            |
| Niki Byrgesen            | Team Concordia Forsikring-Himmerland | Mads Hardahl      | Unbekannt                            |
| Rasmus Guldhammer        | Team Concordia Forsikring-Himmerland | Guytan Lilholt    | Unbekannt                            |
| Kenneth Hansen           | Neoprofi                             | Daniel Malmros    | Unbekannt                            |
| Alexander Kamp           | Neoprofi                             | Mads Steen        | Unbekannt                            |
| Thomas Frei (ab 11. Mai) | Dopingsperre                         | Daniel Vestergård | Unbekannt                            |

## Mannschaft
| Name              | Geburtstag        | Nationalität |
| ----------------- | ----------------- | ------------ |
| Niki Byrgesen     | 21. Juli 1990     | Dänemark     |
| Daniel Foder      | 7. April 1983     | Dänemark     |
| Thomas Frei       | 19. Januar 1985   | Schweiz      |
| Angelo Furlan     | 21. Juni 1977     | Italien      |
| Rasmus Guldhammer | 9. März 1989      | Dänemark     |
| Kenneth Hansen    | 7. Oktober 1991   | Dänemark     |
| René Jørgensen    | 26. Juli 1975     | Dänemark     |
| Alexander Kamp    | 14. Dezember 1993 | Dänemark     |
| Martin Lind       | 9. Juli 1990      | Dänemark     |
| Martin Pedersen   | 15. April 1983    | Dänemark     |
| Michael Rasmussen | 1. Juni 1974      | Dänemark     |
| Michael Reihs     | 25. April 1979    | Dänemark     |
| Stefan Schumacher | 21. Juli 1981     | Deutschland  |
| Kristian Sobota   | 1. Juni 1988      | Dänemark     |
| Jimmi Sørensen    | 7. November 1990  | Dänemark     |
| Frederik Wilmann  | 17. Juli 1985     | Norwegen     |